# ایبرولیپیم
ایبرولیپیم (انگلیسی: Ibrolipim) یک داروی کاهش دهنده کلسترول از خانواده استاتین‌ها است که به عنوان فعال کننده لیپوپروتئین لیپاز عمل می‌کند.